# The Power Station Years
The Power Station Years es una recopilación de canciones inéditas de Jon Bon Jovi (entonces conocido por su nombre de pila John Bongiovi). Este álbum reúne muchas de las canciones que él escribió en su adolescencia, mientras trabajaba en los estudios Power Station de Nueva York, años antes de formar la banda Bon Jovi. Los temas del álbum fueron grabados a principios de los años 80 y publicados por primera vez en 1998, por el productor Tony Bongiovi, primo lejano de Jon Bon Jovi y dueño del mencionado estudio. El disco fue reeditado varias veces con el fin de añadir más canciones; la versión definitiva fue publicada el 18 de septiembre de 2001 y contiene 20 temas.

## Canciones

### The Power Station Years 1980-1983(edición estadounidense de 1997)
1. Who Said it would last forever (Bon Jovi, Jim Pooles) - 4:03
2. Open your Heart - 3:47
3. Stringin' a Line (Ian Thomas) - 3:50
4. Don't Leave me Tonight - 4:55
5. Hollywood Dreams (Bon Jovi, Pooles) - 3:20
6. Don't you Believe Him - 3:15
7. More Than We Bargained For (Bon Jovi, Pooles) - 3:51
8. Head over heels - 3:33
9. What you Want - 3:36
10. Talking in your Sleep (Bon Jovi, George Karakaglou) - 4:20

### The Power Station Years(edición europea de 1997)
1. Who Said it would last forever (Bon Jovi, Jim Pooles) - 4:03
2. Open your Heart - 3:47
3. Stringin' a Line (Ian Thomas) - 3:50
4. Don't Leave me Tonight - 4:55
5. More Than We Bargained For (Bon Jovi, Pooles) - 3:51
6. For You - 3:06
7. Hollywood Dreams (Bon Jovi, Pooles) - 3:20
8. All Talk, No Action - 3:32
9. Don't Keep me Wondering - 3:00
10. Head over heels - 3:33
11. No one does it like you - 4:17
12. What you Want - 3:36
13. Don't you Believe Him - 3:15
14. Talking in your Sleep (Bon Jovi, George Karakaglou) - 4:20

### The Power Station Years: The Unreleased Recordings(edición de 2001)
1. Who Said It Would Last Forever (Bon Jovi, Jim Pooles) - 4:01
2. Open Your Heart - 3:46
3. Stringin' a Line (Ian Thomas) - 3:46
4. Don't Leave Me Tonight - 4:53
5. More Than We Bargained For (Bon Jovi, Pooles) - 3:49
6. For You - 3:04
7. Hollywood Dreams (Bon Jovi, Pooles) - 3:16
8. All Talk, No Action - 3:29
9. Don't Keep Me Wondering - 2:57
10. Head Over Heels - 3:31
11. No One Does It Like You - 4:14
12. What You Want - 3:32
13. Don't You Believe Him - 3:13
14. Talkin' in Your Sleep (Bon Jovi, George Karakaglou) - 4:20
15. Bobby's Girl - 1:39
16. Gimme some lovin' Charlene - 2:29
17. Don't do That to me Anymore - 3:47
18. This Woman is Dangerous - 4:08
19. Maybe Tomorrow - 3:32
20. Runaway (demo instrumental) - 3:39

## Grabación
- John Bongiovi - Voz, guitarra, piano, percusión
- Bill Frank - Guitarra
- Jim McGrath - Batería
- Charlie Mills - Batería
- David Raschbaum (David Bryan) - Teclado, piano, coros
- Mick Seeley - Bajo, coros
- Rick Cyr - Saxofón, órgano